# Guran
Guran (occità Guran) és un municipi francès del department de l'Alta Garona, a la regió Occitània.

## Demografia
| 1962                                       | 1968 | 1975 | 1982 | 1990 | 1999 | 2006 |
| ------------------------------------------ | ---- | ---- | ---- | ---- | ---- | ---- |
| 49                                         | 65   | 56   | 41   | 30   | 45   | 56   |
| Des de 1962: població sense dobles comptes |      |      |      |      |      |      |

## Administració
| Període   | Identitat       | Partit |
| --------- | --------------- | ------ |
| 2001-2008 | Georges Trèvere |        |
| 2008-     | Bernard Mora    |        |